# Meinong (district)
Meinong (美濃區) est un district hakka du sud de Taïwan dans le Comté de Kaohsiung.
Il abrite notamment un musée consacré à l'écrivain Chung Li-ho.